# GJD2
GJD2 (англ. Gap junction protein delta 2) – білок, який кодується однойменним геном, розташованим у людей на короткому плечі 15-ї хромосоми. Довжина поліпептидного ланцюга білка становить 321 амінокислот, а молекулярна маса — 36 093.
| 10         |  | 20         |  | 30         |  | 40         |  | 50         |
| ---------- |  | ---------- |  | ---------- |  | ---------- |  | ---------- |
| MGEWTILERL |  | LEAAVQQHST |  | MIGRILLTVV |  | VIFRILIVAI |  | VGETVYDDEQ |
| TMFVCNTLQP |  | GCNQACYDRA |  | FPISHIRYWV |  | FQIIMVCTPS |  | LCFITYSVHQ |
| SAKQRERRYS |  | TVFLALDRDP |  | PESIGGPGGT |  | GGGGSGGGKR |  | EDKKLQNAIV |
| NGVLQNTENT |  | SKETEPDCLE |  | VKELTPHPSG |  | LRTASKSKLR |  | RQEGISRFYI |
| IQVVFRNALE |  | IGFLVGQYFL |  | YGFSVPGLYE |  | CNRYPCIKEV |  | ECYVSRPTEK |
| TVFLVFMFAV |  | SGICVVLNLA |  | ELNHLGWRKI |  | KLAVRGAQAK |  | RKSIYEIRNK |
| DLPRVSVPNF |  | GRTQSSDSAY |  | V          |  |            |  |            |

A: Аланін

C: Цистеїн

D: Аспарагінова кислота

E: Глутамінова кислота

F: Фенілаланін

G: Гліцин

H: Гістидин

I: Ізолейцин

K: Лізин

L: Лейцин

M: Метіонін

N: Аспарагін

P: Пролін

Q: Глутамін

R: Аргінін

S: Серин

T: Треонін

V: Валін

W: Триптофан

Локалізований у клітинній мембрані, мембрані, клітинних контактах.